# 岡本義保
岡本 義保（おかもと よしやす）は、下野国塩谷郡の戦国時代末期の武将、後に江戸時代の幕府旗本。

## 生涯
天正7年（1579年）、下野国の武将・塩谷義通の長男として誕生。母は岡本正親の娘。弟に保真、保忠がいる。
正親の継嗣が死去したためその養子となり、慶長3年（1598年）12月に家督を譲られ岡本家を継ぐ。岡本家の後継者として、慶長2年には弟の塩谷惣十郎（岡本保真）とともに豊臣秀吉に謁見し、その翌慶長3年（1598年）には徳川家康に謁見、さらに翌慶長4年（1599年）には家康の子・秀忠に謁見して、この頃より岡本家は徳川氏の旗本としての地位を固めていく。
慶長5年（1600年）の関ヶ原の戦いでは、東軍として大田原城に篭り、北の上杉勢の備えの役割を果たした。この功績により慶長7年（1602年）には1300石加増。さらに大坂の陣では、徳川方として2人の弟と那須衆とともに参陣し、31の首級を挙げ、飛び地領として芳賀郡の小貫村と七井村合わせて約500石の加増となり、家禄は4373石までに発展させた。
徳川氏の治世となると、江戸幕府旗本として江戸詰めとなり、元和7年（1621年）の日光山奥院宝塔石材運漕や寛永17年（1640年）の今市旅館修理の助役などの役務を果たした。また自領においても針生に別邸を築き、岡本家の菩提寺である鏡山寺や庇護を受けていた修験寺である歓喜寺が、岡本領内に多くの末寺を築くなどし、その治世は安定した。しかし一方で、岡本家は旧主家の塩谷氏の旧臣の一部を含めた80人にも達する家臣団を抱えていたため、財政は苦しかった。
そんなおり、同じ下野の旗本であった蘆野資泰から、義保の次男・万吉（義則）を養子に、との縁組が持ちかけられ、義保はこれを快く承諾した。蘆野家は約2000石の旗本であり、もし万吉が継承すれば実質2000石の加増となり、岡本家の財政にもかなりの助けとなる話であった。ところがこれに反対した蘆野家の家臣が、資泰が領内の芳賀郡赤羽村の庄屋の娘に生ませていた庶子の男子を擁立した。これを資泰も了承し、この庶子を芦野左近（蘆野資俊）と名乗らせて嗣子とし、養子縁組の話は一方的に破談となった。
これに激怒した義保は、万吉を同じく後継がいなかった弟の保真の娘の婿養子にすることで江戸詰めの旗本にして、資泰を見返そうと画策した。先ず手始めに保真の禄高1,000石に自領から1,000石を分地して、蘆野家と同じ2千石にしようとしたが、この話がまとまる前の寛永18年（1641年）12月29日に死去した。法名は圓乘院玄岑梅頓大居士。
その翌年、義保の妻も62歳で没し、義保の跡を継いだ義政は、岡本家の財政のため叔父である保真を殺害、いわゆる泉騒動を起こすが、これをきっかけに岡本家は幕府より改易された。

## 参考資料
- 矢板市史編集委員会編 『矢板市史』矢板市、1981年。
- 『堀江記、岡本記』（矢板市郷土文化研究会）